# Paratapinophis praemaxillaris
Paratapinophis praemaxillaris is een slang uit de familie toornslangachtigen (Colubridae) en de onderfamilie waterslangen (Natricinae).

## Naam en indeling
De wetenschappelijke naam van Paratapinophis praemaxillaris werd voor het eerst voorgesteld door Fernand Angel in 1929. Het is de enige soort uit het monotypische geslacht Paratapinophis, dat eveneens door Angel werd benoemd in 1929. De slang werd lange tijd tot het geslacht Opisthotropis gerekend.

## Uiterlijke kenmerken
Paratapinophis praemaxillaris bereikt een totale lichaamslengte van ongeveer 98 centimeter, het lichaam van de vrouwtjes is niet rond maar enigszins vierkant in doorsnede. Pasgeboren jongen zijn ongeveer 21 cm lang. De schubben zijn glad, en zijn negentien rijen schubben in de lengte op het midden van het lichaam. Aan de onderzijde zijn 145 tot 154 buikschubben aanwezig en aan de onderzijde van de staart 64 tot 67 staartschubben.
De kop is goed te onderscheiden van het lichaam door de aanwezigheid van een duidelijke insnoering. De ogen zijn aan de bovenzijde van de kop gelegen, wat duidt op de waterminnende levenswijze.De lichaamskleur is bruin, met lichtere vlekken aan de flanken. Jongere dieren hebben een bruine kleur aan de bovenzijde zonder tekening en een lichtere tot gele kleur aan de buikzijde.

## Levenswijze
Paratapinophis praemaxillaris is 's nachts actief en leeft langs de oevers van snelstromende wateren. Het is een goede zwemmer die voornamelijk jaagt op vissen.

## Verspreiding en habitat
De slang komt voor in delen van Azië en leeft in de landen China, Laos en Thailand.
De habitat bestaat uit vochtige tropische en subtropische bergbossen en draslanden in de buurt van rivieren en stroompjes, soms in de buurt van watervallen. De soort is aangetroffen op een hoogte van ongeveer 475 tot 1400 meter boven zeeniveau.

## Beschermingsstatus
Door de internationale natuurbeschermingsorganisatie IUCN is de beschermingsstatus 'veilig' toegewezen (Least Concern of LC).
Adelophis ·
Afronatrix · 
Amphiesma · 
Amphiesmoides · 
Anoplohydrus · 
Aspidura ·
Atretium ·
Blythia ·
Clonophis · 
Fowlea ·
Haldea · 
Hebius ·
Helophis · 
Herpetoreas ·
Hydrablabes ·
Hydraethiops ·
Iguanognathus · 
Isanophis · 
Limnophis · 
Liodytes ·
Natriciteres ·
Natrix ·
Nerodia ·
Opisthotropis ·
Paratapinophis · 
Pseudagkistrodon · 
Regina ·
Rhabdophis ·
Rhabdops ·
Smithophis ·
Storeria ·
Thamnophis ·
Trachischium ·
Trimerodytes ·
Tropidoclonion · 
Tropidonophis ·
Virginia · 
Xenochrophis